# Lakatos István (közíró)
Lakatos István (Sárvásár, 1904. szeptember 14. – Kolozsvár, 1993. szeptember 3.) magyar közíró, a romániai Szociáldemokrata Párt magyar tagozatának tagja, titkára, majd elnöke.

## Életútja
Iskoláit a kolozsvári Református Kollégiumban és nyomdász szakiskolában végezte (1914–25). Szakpályáját a kolozsvári Lepage-nyomdában kezdte, majd a bukaresti Adevărul-nyomdában folytatta (1928–40). Első írása 1923-ban a Nyomdász Szövetség Tipograph c. lapjában jelent meg, s a nyomdász tanulók helyzetét ismertette. 1933-ban Victor Brătfăleanuval együtt szerkesztette és írta meg Cu puteri unite c. alatt a bukaresti Gutenberg nyomdász szakszervezet 75 éves történetét. 1934-től a romániai SZDP Előre c. hetilapjának szerkesztője Hoffer Géza mellett. Politikai pályáján az SZDP magyar tagozatának titkári, majd elnöki tisztségét töltötte be, 1936-tól a párt központi bizottságának tagja. Cikkeit magyarul az Előre, románul és magyarul a háromnyelvű Tipograph közölte. A bécsi döntés után Kolozsvárt a Minerva nyomdában dolgozott s a budapesti Népszava munkatársaként működött (1941–44).
Tevékeny részt vett az ellenállásban a német megszállás alatt, majd a II. világháború frontátvonulása után a munkásegységfront létrehozásában s a mögötte újjászerveződő Szakszervezeti Tanács munkájában. Az SZDP 1944. december 4-én Kolozsvárt induló Erdély című lapjában jelentek meg sokszor hevesen vitatkozó politikai írásai a földosztásról, a tisztogatásról, a magyar egyetem szükségéről, a szövetkezetekről, a Magyar Népi Szövetség (MNSZ) bírálatáról, mindenkor "a demokrácia őszinte alkalmazását" véve alapul.
Tagja lett az 1945. január 1-jén megindult Szakszervezet c. havi folyóirat szerkesztőbizottságának, a lap közölte cikkeit is. A Lumea Nouă, Viitorul Social és az Erdélyi Munkás Naptár munkatársa (1945–47), szakszervezeti vezetőképző tanfolyamok előadója, a romániai magyar Gazdasági és Hitelszövetkezetek Szövetségének elnöke, a Szövetkezeti Értesítő felelős kiadója és vezércikkírója, nemzetgyűlési képviselő (1946–48). Mint az Országos Nyomdaipari Központ osztályvezetője (1948–49) könyvet írt a tervgazdálkodás bevezetésének módozatairól a nyomdaiparban (Aplicarea planificării în industria grafică). Ez a munka név nélkül jelent meg, mint különálló II. része egy Îndreptar pentru intreprinderile de arte grafice... c. kiadványnak (1949). A következő évben, 1950-ben, a Márton Áron-perben a szerzőt (többek közt az SZDP felszámolásakor tanúsított magatartása miatt) törvénytelenül bebörtönözték, s csak 1964-ben szabadult.
Hazatérése után a Mikor alakították meg az első hazai szakszervezetet című tanulmánya (Korunk, 1978/7) alapos történeti felkészültséggel igazolja a temesvári nyomdászok 1951-es egyesülésének úttörő szerepét. Egy még 1978-ban Molnár Gusztávnak adott interjúban hűséggel ismertette a Kolozsvárt 1944 őszén történteket, a munkásság szerepét a városi élet újrarendezésében, az egyházak segítségét, az észak-erdélyi közigazgatást átvevő Központi Tanácsadó Testület megalakulását s az elhurcolások politikai hátterét.